# Pierszamajski (rejon wołożyński)
Pierszamajski (biał. Першамайскі; ros. Першемайский) – osiedle na Białorusi, w obwodzie mińskim, w rejonie wołożyńskim, w sielsowiecie Wołożyn, nad Isłoczą. Leży wśród lasów Puszczy Nalibockiej.